# Utrannsaka mig, Gud
Utrannsaka mig, Gud är en psalm med text ur Psalm 139:7, 17, 23 och 24. Musiken (omkvädet) är skriven 1988 av Per Inge Almås.

## Publicerad som
- Nr 916 i Psalmer i 90-talet under rubriken "Psaltarpsalmer och Cantica".